# Lafayette (Indiana)
Lafayette és una població dels Estats Units a l'estat d'Indiana. Segons el cens del 2008 tenia 64.049 habitants.

## Demografia
Segons el cens del 2000, Lafayette tenia 56.397 habitants, 24.060 habitatges, i 13.666 famílies. La densitat de població era de 1.083,9 habitants/km².
Dels 24.060 habitatges en un 27% hi vivien nens de menys de 18 anys, en un 42,5% hi vivien parelles casades, en un 10,2% dones solteres, i en un 43,2% no eren unitats familiars. En el 33,2% dels habitatges hi vivien persones soles el 9,4% de les quals corresponia a persones de 65 anys o més que vivien soles. El nombre mitjà de persones vivint en cada habitatge era de 2,31 i el nombre mitjà de persones que vivien en cada família era de 2,98.
Per edats la població es repartia de la següent manera: un 23,2% tenia menys de 18 anys, un 14,2% entre 18 i 24, un 31,3% entre 25 i 44, un 19,3% de 45 a 60 i un 12% 65 anys o més.
L'edat mediana era de 32 anys. Per cada 100 dones de 18 o més anys hi havia 95,3 homes.
La renda mediana per habitatge era de 35.859$ i la renda mediana per família de 45.480$. Els homes tenien una renda mediana de 32.892$ mentre que les dones 23.049$. La renda per capita de la població era de 19.217$. Entorn del 8% de les famílies i el 12,1% de la població estaven per davall del llindar de pobresa.

## Poblacions més properes
El següent diagrama mostra les poblacions més properes.